# Huyện Thakurgaon
Thakurgaon là một huyện thuộc division Rangpur, Bangladesh. Huyện này có diện tích 1809 km², dân số năm 2002 là 1196429 người, mật độ dân số là 661 người/km².

## Gallery

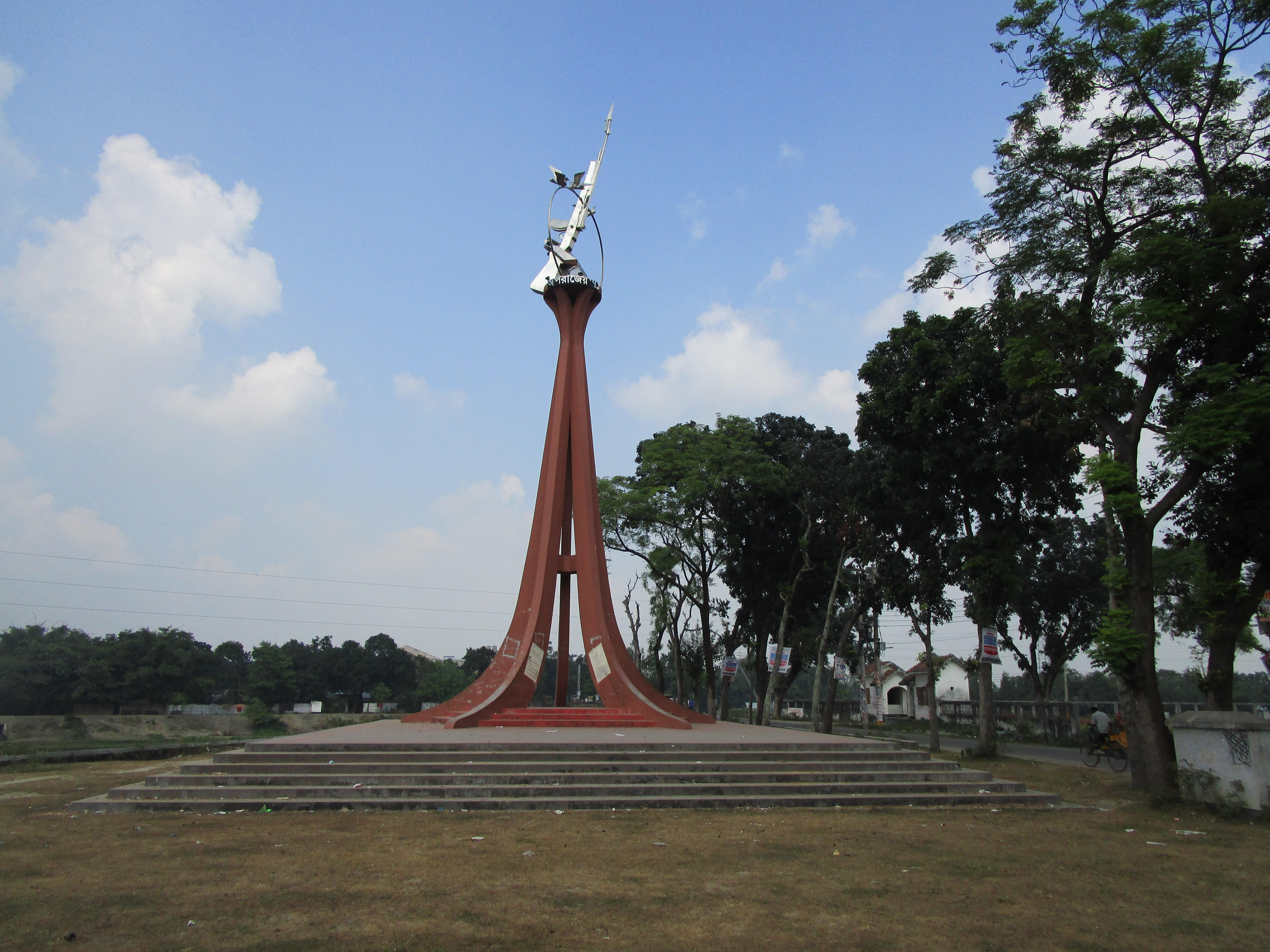
The Monument of 1971 War beside Tangon River
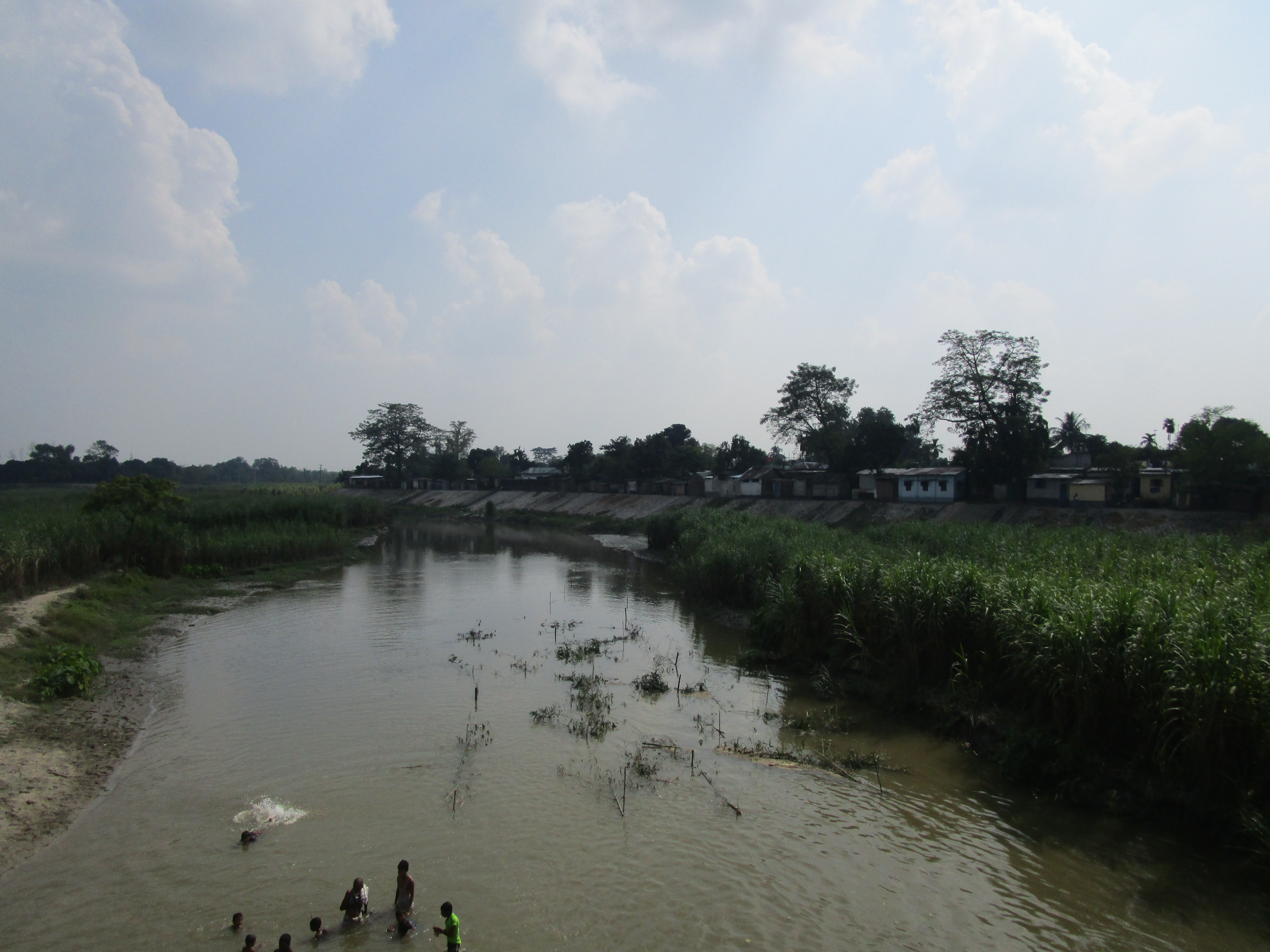
Shuk_River at Thakurgaon Sadar Upazila
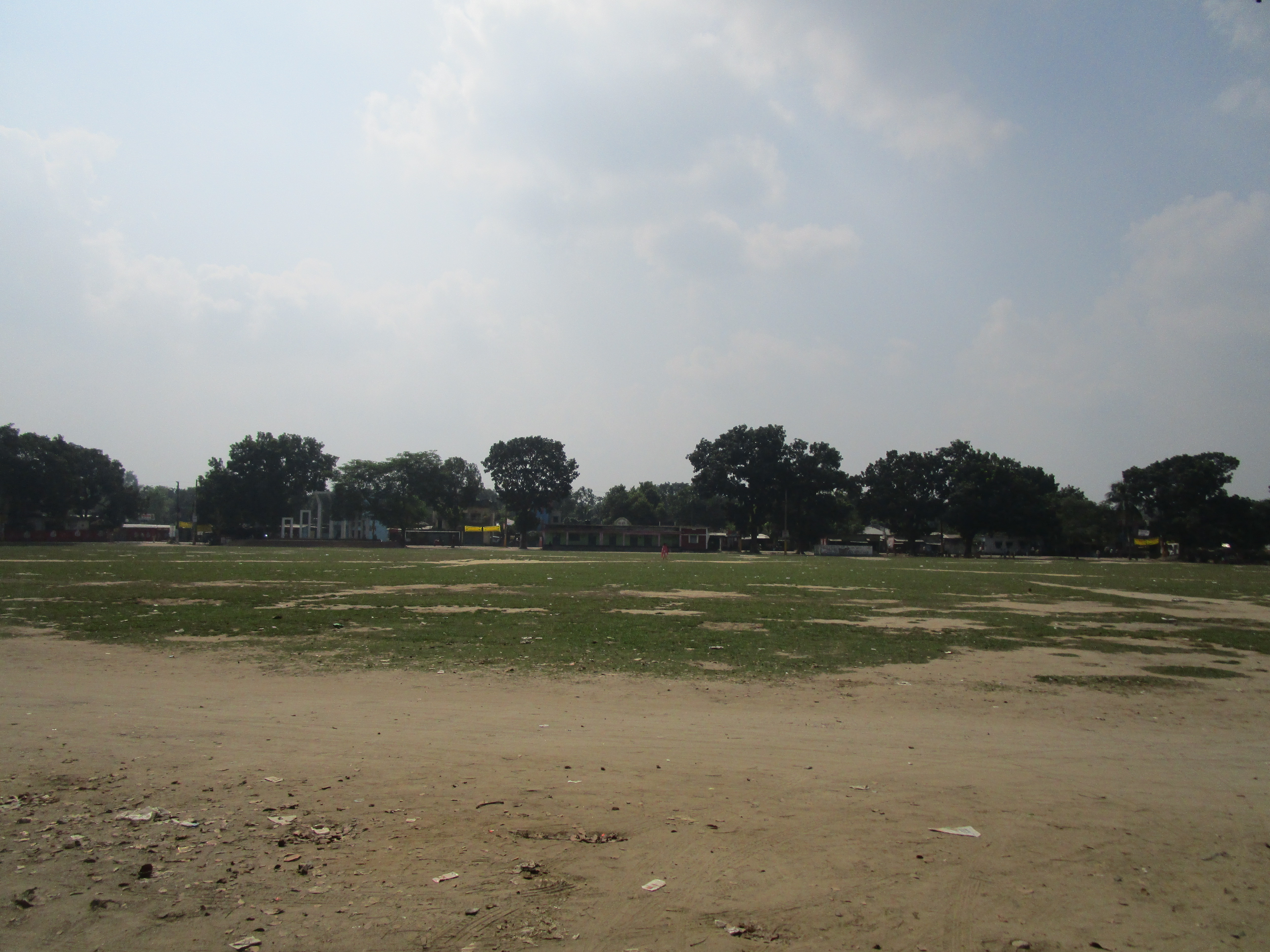
Playground of Thakurgaon
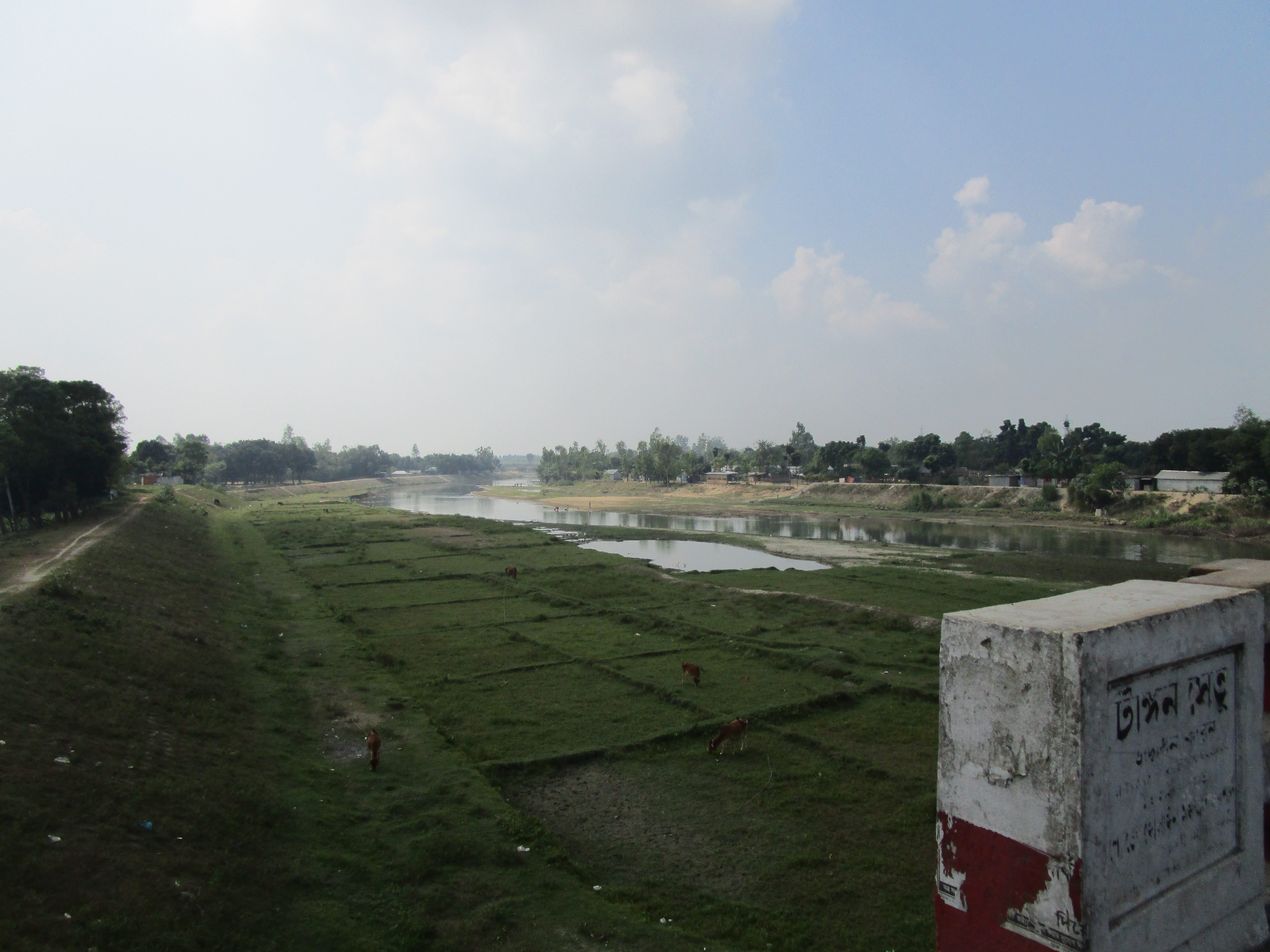
Tangon River from Tangon Bridge
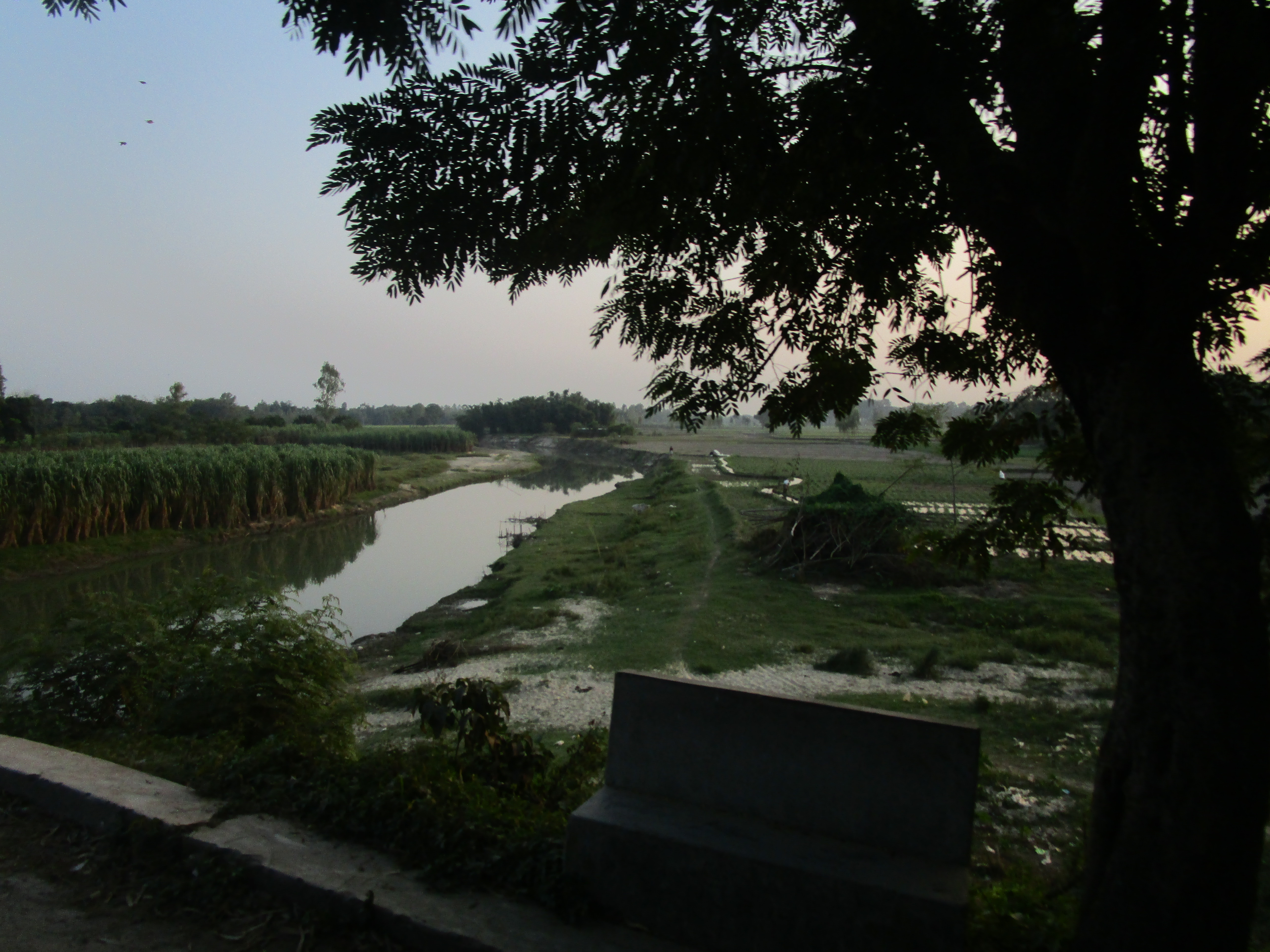
Kulik River at westside of Ranisankail Upazila
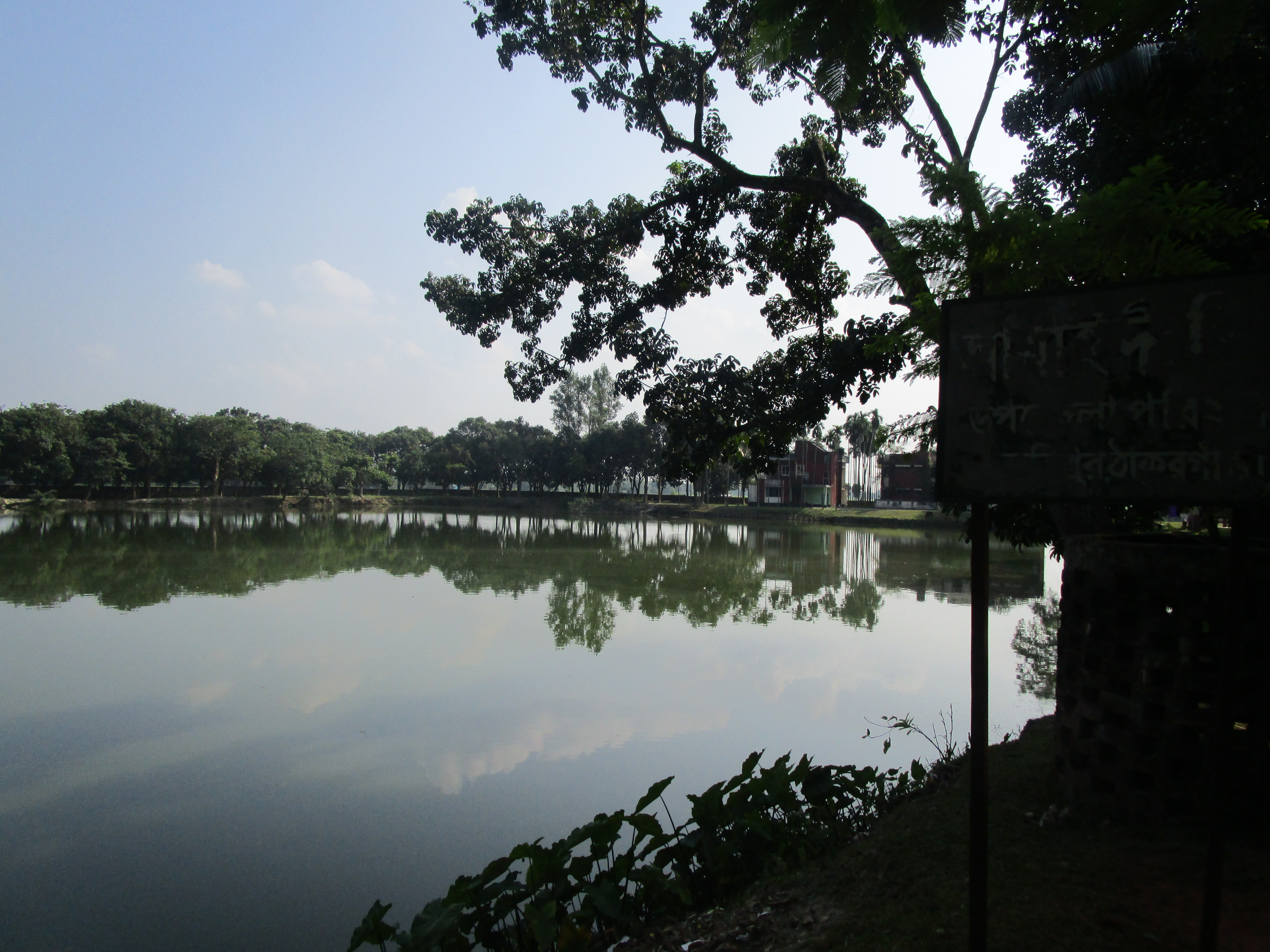
Amai Pond at Haripur Upazila parishad
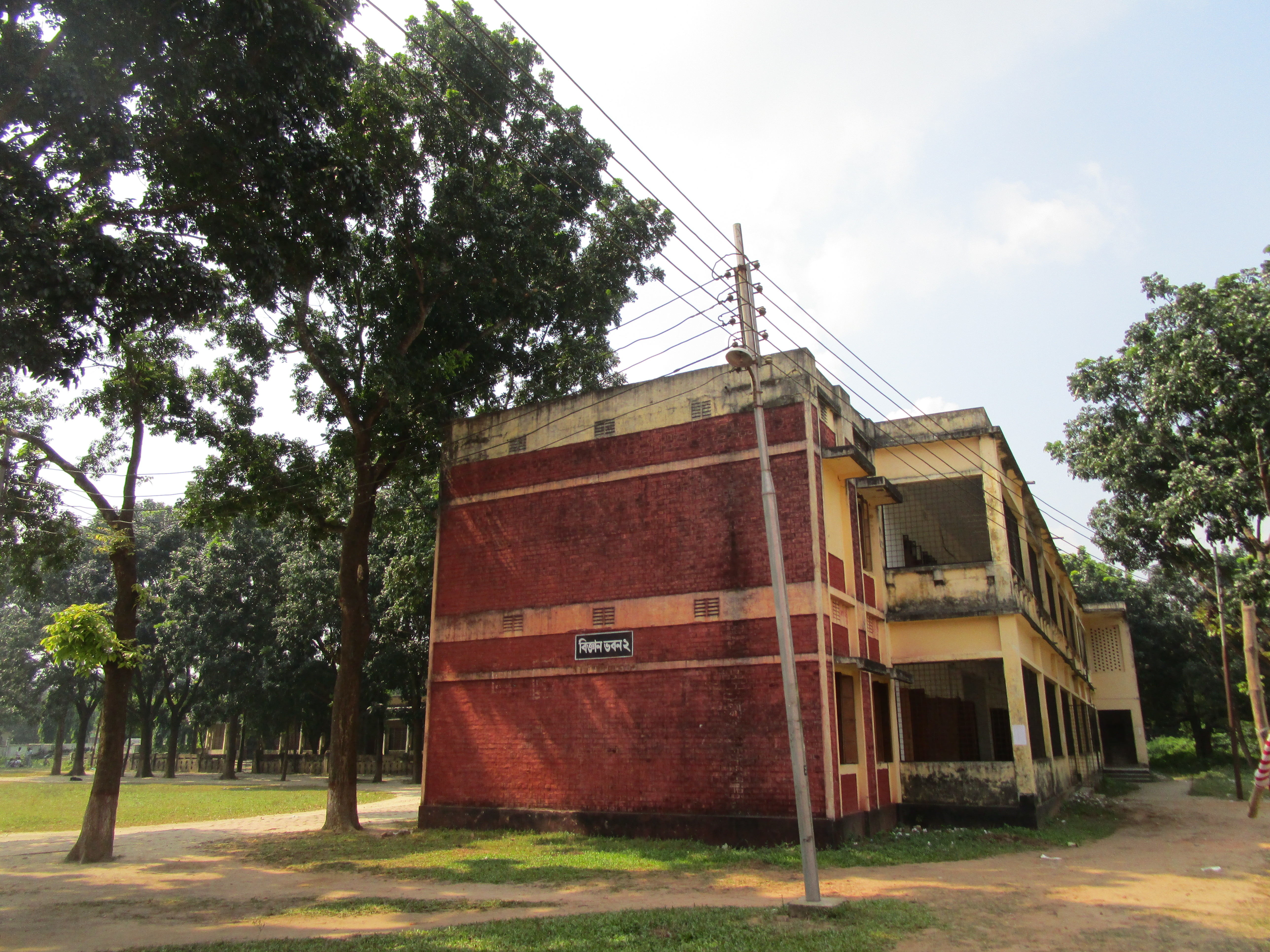
A science building of Thakurgaon Govt College.
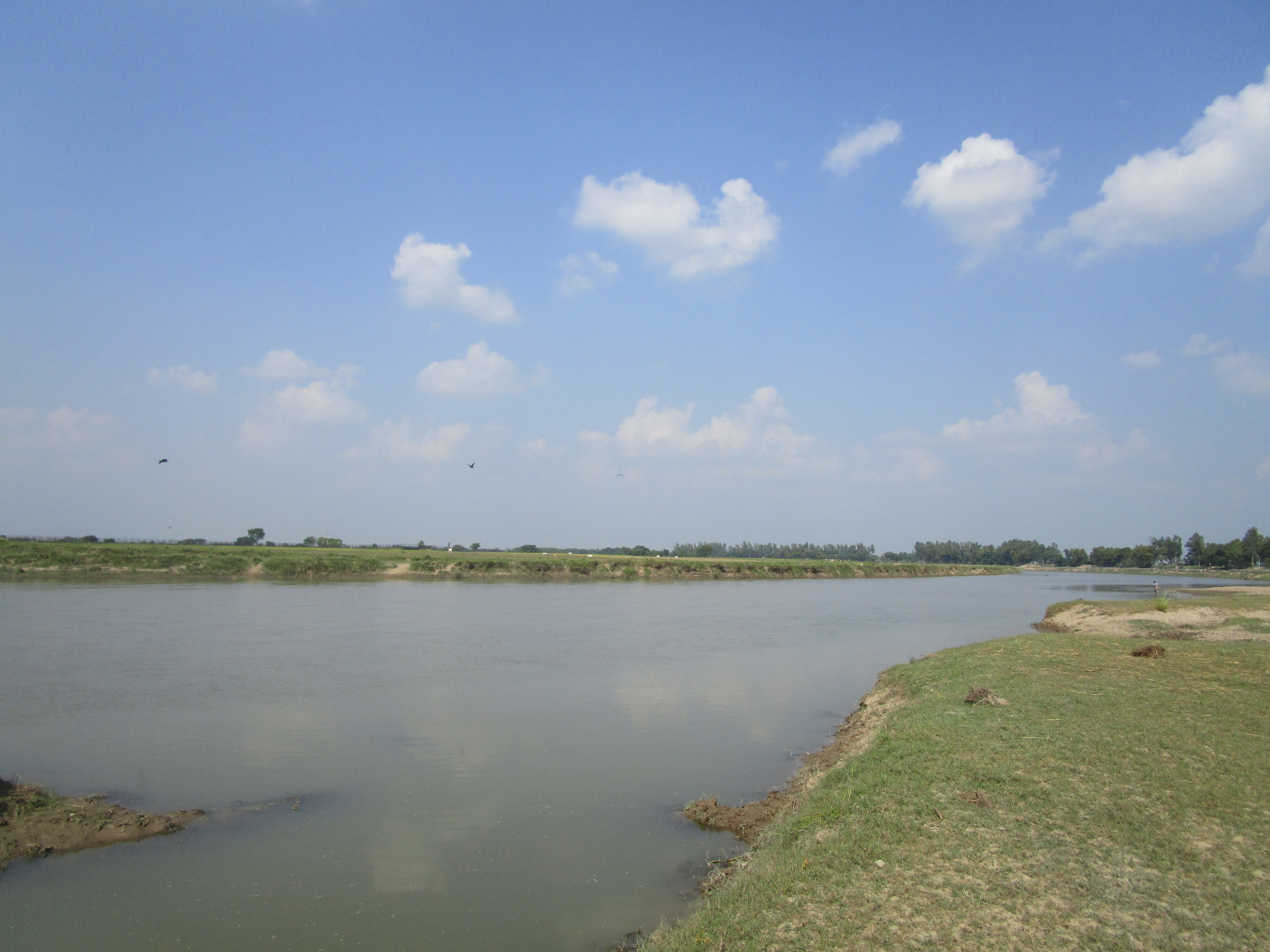
Nagor River at Haripur upazila
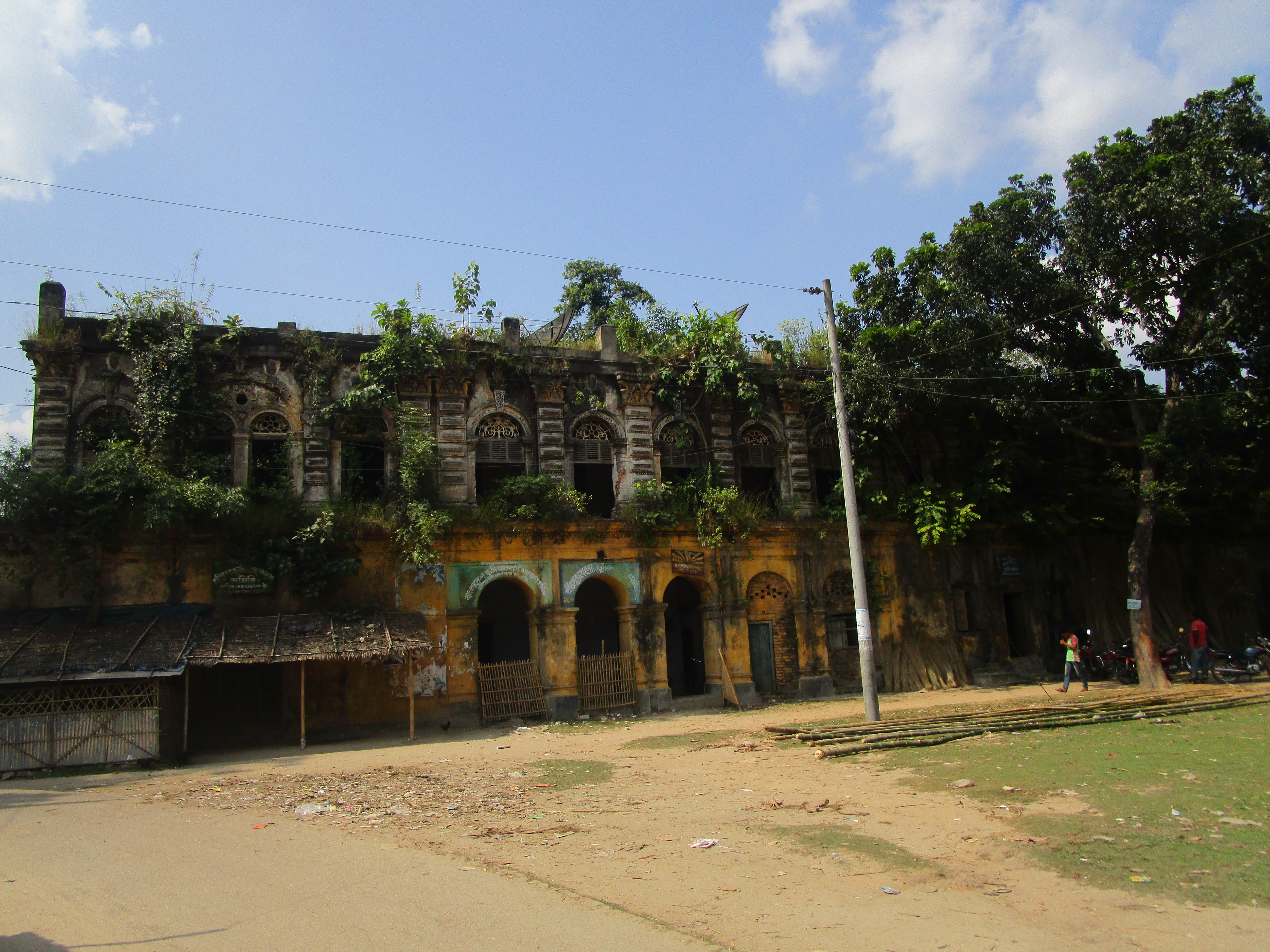
The Backside of Haripur king's palace